# Nicu Marcu
Nicu Marcu (n. 21 noiembrie 1968, Sascut, România) este un fost deputat român, ales în 2012 din partea Partidului Național Liberal. Mandatul său a încetat pe 10 februarie 2015.
Pe 2 iulie 2014 a trecut în deputați neafiliați, apoi s-a mutat în grupul parlamentar Liberal Conservator (PC-PLR) (pe data de 1 septembrie 2014).